# 中川嘉美
中川 嘉美（なかがわ よしみ、1933年（昭和8年）9月17日 - 2005年（平成17年）12月7日）は、日本の政治家。公明党衆議院議員、参議院議員。

## 来歴・人物
兵庫県芦屋市出身。都立小山台高校を経て、1956年（昭和31年）慶應義塾大学法学部を卒業する。住友商事勤務を経て、1969年（昭和44年）第32回衆議院議員総選挙に公明党公認で衆院旧東京8区から立候補し初当選する。以後衆議院議員当選4回。公明党国際局次長などを歴任する。1986年（昭和61年）第38回衆議院議員総選挙（衆参同日選挙）で落選し、1989年（平成元年）第15回参議院議員通常選挙に回り、比例区で当選し、1期務める。参議院では運輸委員長、科学技術特別委員長などを務めた。1994年（平成6年）12月には新進党結成に参加した。1995年（平成7年）の参院選には出馬せず、政界を引退した。
2005年（平成17年）12月7日、入院中の東京都豊島区の病院で膵臓癌のため死去した。72歳。